# Commanderie de La Villedieu-en-Fontenette
La commanderie de La Villedieu-en-Fontenette est une commanderie de l'ordre de Saint-Jean de Jérusalem, édifiée au XIIIe siècle, à La Villedieu-en-Fontenette, dans l'actuel département comtois de la Haute-Saône, alors au comté de Bourgogne.

## Organisation
Au milieu du XVIIIe siècle commanderie de La Villedieu-en-Fontenette se composait des possessions de, : 
- Équevilley: Desquevilly (XVIIIe siècle), Ecquevilley (Cassini) ;
- Meurcourt: acquis en échange du membre de Villers-le-Temple[2] ;
- Montcourt[3]: Grangia de Moncour (1373)[4] ;
- Velorcey ;
- Lavigney ;
- Presle et ses annexes de Lievans, Chassey, Thieffrans et La Maison-du-Vaux ;
- Fontenois-la-Ville et son annexe de Cuverts dite la Grange des Orcets[5],[6]: La grange-des-Ossay (Niepce), G. des Orset (Cassini) ;
- La Grange de Vaux-Regnaud (territoire de Bougnon) ;
- et Valentigney (Doubs)[7],[8].